# Brasiliocroton mamoninha
Brasiliocroton mamoninha är en törelväxtart som beskrevs av Paul Edward Berry och Inês Cordeiro. Brasiliocroton mamoninha ingår i släktet Brasiliocroton och familjen törelväxter. Inga underarter finns listade i Catalogue of Life.